# Janez Jurše
Janez Jurše, slovenski veslač, * 15. april 1989.
Jurše je za Slovenijo nastopil na Poletnih olimpijskih igrah v Pekingu, kjer je v dvojnem četvercu v repesažu osvojil četrto mesto.